# Jianghuai
Pour la langue, voir mandarin jianghuai.
Le Jianghuai (chinois : 江淮 ; pinyin : jiānghuái ; litt. « fleuve et Huai ») est une plaine et une région de Chine qui s'étend du fleuve Yangzi Jiang à la rivière Huai dans la partie centrale des provinces actuelles de l'Anhui et du Jiangsu.

## Localisation

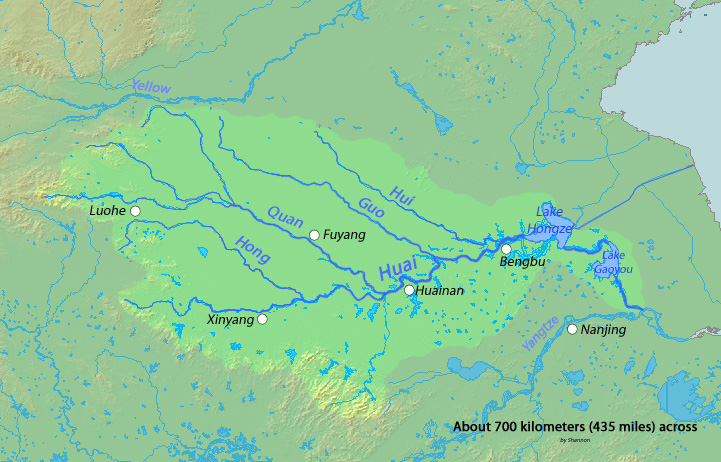
Bassin de la Huai.

Le Jianghuai comprend notamment les villes de Hefei, Huainan, Bengbu, Chuzhou, Tianchang, le lac Chao et le lac Wabu (en) dans l'Anhui. 
Et les villes de Yangzhou, Huai'an, Taizhou, Yancheng, Nantong, une partie du Grand Canal, le lac Hongze et le lac Gaoyou au Jiangsu.
La faible altitude de la plaine du Jianghuai la met facilement en communication avec la grande plaine de Chine du Nord. Les divagations du fleuve Jaune l'ont d'ailleurs fait passer par le bassin de la Huai à plusieurs reprises.

## Histoire
La région est habitée depuis la préhistoire.
Au Ve siècle av. J.-C., à la fin de la période des Printemps et Automnes, l'état de Wu fait construire un canal (appelé 邗沟, hán gōu) pour les transports militaires, canal qui sera allongé sous la dynastie Sui et la dynastie Yuan et deviendra le Grand Canal. Le canal d'origine est creusé à partir de Yangzhou en détournant des eaux du Yangzi Jiang vers le nord.
Pendant la période des Royaumes combattants, l'Anhui et le Jiangsu font partie de l'état de Chu.
L'unification de la Chine par la dynastie Qin provoque ensuite une migration vers le sud[réf. souhaitée].
Sous les Han, le Jianghuai fait partie de la province de Xu au nord du Yangzi Jiang.
Au IVe siècle, lorsque le nord de la Chine est envahi par les tribus nomades d'Asie centrale, la région sert de frontière à la dynastie Jin de l'Est (東晉) qui règne sur le sud de la Chine.
Les Sui prolongent le Grand Canal.
Le Jianghuai fait alors partie de la grande province du Yang (en).

Circuits en 742 sous les Tang.

La dynastie Tang établit au Jianghuai un circuit administratif dénommé Huainan (chinois : 淮南 ; pinyin : huáinán ; litt. « au sud de la Huai »).
Sous les Song, il y a deux circuits : le Huainan occidental qui comprend Hefei, Chaohu, Anqing et Chuzhou sauf la ville de Tianchang et le Huainan oriental qui comprend Tianchang, Yangzhou, Taizhou, Nantong, Huai'an et Yancheng.
Sous les Yuan, la région forme une seule province de la Huai au Yangzi Jiang.
La Huai sert de frontière un moment entre la dynastie Jin (1115-1234) (金) et la dynastie Song du Sud (1127–1279).
La région perd le statut de province au XVIIe siècle, au début de la dynastie Qing, lors de la fondation des provinces de l'Anhui et du Jiangsu sous le règne de Kangxi en 1666.
Dans les années 1850, la région subit à la fois la révolte des Taiping et le déplacement du fleuve Jaune au nord de la péninsule du Shandong qui provoque une pénurie d'eau dans le bassin de la Huai.
Le Jianghuai ne repasse que brièvement au rang de province pendant l'année 1905.

## Passages du fleuve Jaune

Zones inondées en 1938.

Le fleuve Jaune qui coule normalement dans la grande plaine de Chine du Nord, se déroute à plusieurs reprises vers le sud au cours de l'histoire en empruntant des tracés divers.
Le Jianghuai est directement affecté par les passages du fleuve Jaune qui empruntent le bassin de la Huai. 
De 1194 à 1289, le fleuve Jaune se partage entre deux embouchures, un bras suit le Grand Canal et rejoint la Huai aux environs de Huai'an dans l'actuel Jiangsu puis emprunte l'ancienne vallée de la Huai vers l'est jusqu'à la mer Jaune.
De 1324 à 1855, tout le fleuve Jaune rejoint la Huai par la vallée de la Guo (en).
Pendant la catastrophique inondation du fleuve Jaune de 1938 et jusqu'à la reconstruction des digues en 1946 et 1947, le fleuve Jaune rejoint le bassin de la Huai par plusieurs vallées inondant largement la région du Jianghuai.

## Identité régionale
La plaine de Lixiahe (zh) au centre du Jiangsu est représentative de la zone humide du bassin de la Huai.
L'identité régionale se manifeste par la langue, par des coutumes  similaires, par la cuisine de Huaiyang (en) (淮扬菜, huáiyáng cài, variante de la cuisine du Jiangsu) et par une tradition littéraire et artistique qui se réfère notamment aux quatre érudits de Sumen (zh), à La Pérégrination vers l'Ouest de Wu Cheng'en, au roman Au bord de l'eau de Shi Nai'an, à L'Odyssée de Lao Ts'an de Liu E, aux huit excentriques de Yangzhou, au chanteur d'opéra de Pékin Mei Lanfang, etc.

## Linguistique
Dans la partie ouest de la région, les principales langues parlées sont le mandarin jianghuai,  le mandarin zhongyuan et le gan.
Dans la partie est, ce sont le mandarin jianghuai et plusieurs dialectes wu.